# Danijel Majkić
Danijel Majkić (Banja Luka, 16 dicembre 1987) è un allenatore di calcio ed ex calciatore bosniaco, di ruolo centrocampista.

## Carriera
Ha giocato nella massima serie dei campionati bosniaco, kazako e slovacco.